# Signy-Avenex
Signy-Avenex är en kommun i distriktet Nyon i kantonen Vaud, Schweiz. Kommunen har 606 invånare (2023).
Kommunen består av orten Signy och byn Avenex.